# Procédé de Czochralski
 (juillet 2009).
Si vous disposez d'ouvrages ou d'articles de référence ou si vous connaissez des sites web de qualité traitant du thème abordé ici, merci de compléter l'article en donnant les références utiles à sa vérifiabilité et en les liant à la section « Notes et références ».

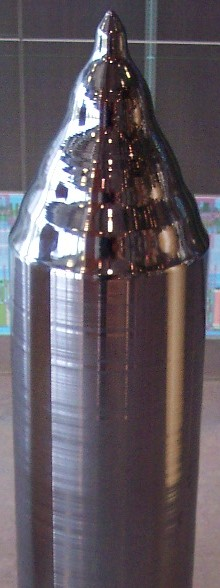
Cristal de silicium obtenu par le procédé de Czochralski.

Le procédé de Czochralski (prononcé « Tchokhralski »), développé en 1916 par le chimiste polonais Jan Czochralski, est un procédé de croissance de cristaux monocristallins de grande dimension (plusieurs centimètres). Ces monocristaux « géants » sont utilisés dans l'industrie électronique (cristaux semi-conducteurs de silicium dopé), pour les études métallurgiques et pour des applications de pointe.
On peut également faire croître ainsi des gemmes artificielles.

Le procédé de Czochralski.

La méthode consiste en une solidification dirigée à partir d'un germe monocristallin de petite taille. On part du matériau fondu à une température juste au-dessus du point de fusion, avec un gradient de température contrôlé. Le germe est placé dans une « navette » suspendue au-dessus du liquide par une tige. Le liquide se solidifie sur le germe en gardant la même organisation cristalline (épitaxie) au fur et à mesure que l'on tire le germe vers le haut tout en le faisant tourner (à vitesse très lente).
L'opération se passe sous atmosphère neutre (argon ou azote) pour éviter l'oxydation.
Le monocristal peut ensuite être purifié par la méthode de fusion de zone.